# Lycenchelys micropora
Lycenchelys micropora är en fiskart som beskrevs av Andriashev, 1955. Lycenchelys micropora ingår i släktet Lycenchelys och familjen tånglakefiskar. Inga underarter finns listade i Catalogue of Life.